# Acanthurus bariene
Acanthurus bariene és una espècie de peix pertanyent a la família dels acantúrids. Pot arribar a fer 50 cm de llargària. Té nou espines i 26-28 radis tous a l'aleta dorsal i 3 espines i 25-26 radis tous a l'anal. És de color marró. Té escates petites. És un peix marí, associat als esculls i de clima tropical (23 °C-29 °C; 30°N-24°S) que viu entre 6 i 50 m de fondària. Menja algues.
Es troba des de Moçambic i les Maldives fins al Pacífic occidental. És inofensiu per als humans.